# 孑遗
在生物地理学和古生物学中，孑遗或殘存、残遗、残留，是指某一地质年代很普遍或非常多样化的生物群或类群，后来几乎灭绝，现仅残留的个别分子或此现象。孑遗的物种称为孑遗种，孑遗的属称为孑遗属，孑遗的生物则称孑遗生物。
孑遗种（relict species）又称残存种，狭义上指的是因新生代第四纪发生了多次冰川活动，地球北方物种扩张领域至现代温暖地带，当冰川活动结束或后续地壳变动，其分布缩减至孤立地区形成孤立族群，大多数或全部其他亲缘类群或族群却灭绝，只剩这些少数孤立族群继续生存演化，而保存至今的古老物种。由于长时期演化的结果，现今的孑遗种与其远古时期原初物种可能有不同程度的差异。
广义上的孑遗生物包含了任何远古时代就存在，而现今仍有残存族群的生物，其中包含了活化石；在其漫长的演化史中，经历了一次或数次灭绝事件，大部分族群已灭绝，仅剩稀少残存而地理孤立的族群，但不应包括仍广泛大量存在的活化石（例如蟑螂、蜻蜓）。

## 分型
孑遗种常分为两个类型：
- 分类学孑遗种：系统发生古老且多样性的类群，而现代种系孤立的类群或现存种。
- 地理学孑遗种：历史上分布广泛，而现在分布区狭窄且演化历史较长的类群或其后代。

## 狭义上的孑遗植物
- 银杏
- 水杉
- 台湾杉
- 红豆杉
- 台灣水青岡
- 冷杉
- 檜木

## 狭义上的孑遗动物
- 大熊猫
- 白鳍豚
- 樱花钩吻鲑
- 楚南氏山椒魚
- 觀霧山椒魚
- 台灣山椒魚